# Karl Dempel

Karl Dempel

Karl Friedrich Dempel (* 31. Januar 1897 in Stuttgart; † 7. August 1967 ebenda) war ein deutscher Politiker (NSDAP).

## Leben und Wirken
Nach dem Besuch der Oberrealschule nahm Karl Dempel am Ersten Weltkrieg teil, aus dem er als Kriegsbeschädigter zurückkehrte. Seinen Lebensunterhalt verdiente er fortan als Klempner- und Installateurmeister.
Anfang der 1920er Jahre stieß Dempel zur NSDAP und trat der Partei nach Aufhebung des Parteiverbots zum 11. April 1925 bei (Mitgliedsnummer 1.810). 1925 gründete er die Schutzstaffel (SS) und 1926 die Sturmabteilung (SA) in Württemberg. In der SS erreichte er 1937 den Rang eines Sturmbannführers (SS-Nummer 3.677).
Er übernahm 1931 erstmals ein öffentliches Amt, als er zum Stadtrat von Stuttgart ernannt wurde. Ein Jahr später wurde er in den Württembergischen Landtag gewählt, dem er bis zur Auflösung dieser Körperschaft im Herbst 1933 angehörte. Anschließend saß Dempel von November 1933 bis zum Ende der NS-Herrschaft als Abgeordneter der NSDAP für den Wahlkreis 31 (Württemberg) im nationalsozialistischen Reichstag. Er war zudem von 1933 bis 1939 Vorsitzender beziehungsweise Präsident der Handwerkskammer Württemberg und stellvertretender Reichsverbandsführer der Klempner und Installateure. Zudem betätigte er sich als Fach- und Gauredner, erhielt jedoch seitens der Partei 1938 Redeverbot. Während des Zweiten Weltkrieges leistete er ab 1940 Kriegsdienst.
Nach Kriegsende befand er sich von Mai 1945 bis April 1948 in alliierter Internierung und wurde nach einem Spruchkammerverfahren als Belasteter entnazifiziert.